# Антиной-Агатодемон
Антиной-Агатодемон (нем. Antinoos-Agathodaimon) — колоссальная древнеримская мраморная статуя, изображающая греческого юношу Антиноя, фаворита и возлюбленного римского императора Адриана. Скульптура представляет собою позднюю комбинацию античных головы Антиноя и тела, вероятно принадлежавшего изображению бога Агатодемона или Диониса.

## Описания
Скульптура Антиноя выполнена из белого мрамора и имеет колоссальные размеры. Её общая высота составляет 237 сантиметров, голова — 29 сантиметров.
Скульптура является узнаваемым портретом Антиноя. Её голова имеет классические иконографические черты этого юноши: лицо с несколько полными щеками, слегка изогнутые реалистичные, расчерченные волосками прямые брови, прямой нос, средний рот с пухлыми губами, копной крупных полулунных локонов, спадающих на лоб, виски и шею, закрывающие уши. По виду причёски исследователи выделяют три типа портретов Антиноя: основной, мондрагонский и египетский. Этот портрет относится к первому. Глазницы, в которых раньше были инкрустированы камни, сейчас пустые.
Идеализированное стройное мускулистое тело полностью обнажено, за исключением мантии, которая перекинута через согнутое левое предплечье несколько отведенной руки и почти полностью окутывает ноги, оголяет правую ягодицу. Этой рукой Антиной опирается на рог изобилия, из которого наверху показываются лист и гроздь винограда и который внизу опирается на пень. Вокруг рога снизу вверх вьётся большая змея, она перекидывается через предплечье и свисает с него собравшись в петлю. Левая рука является дополнением XVIII века, также реставрации подверглись нос, рот, подбородок, шея, участки мантии, часть змеи, нижняя половина рога изобилия, ствол дерева, на который он опирается, правые конечности.
На левом плече статуи вырезано латинское слово «lascivi».
|  |  |  |  |  |  |

## История

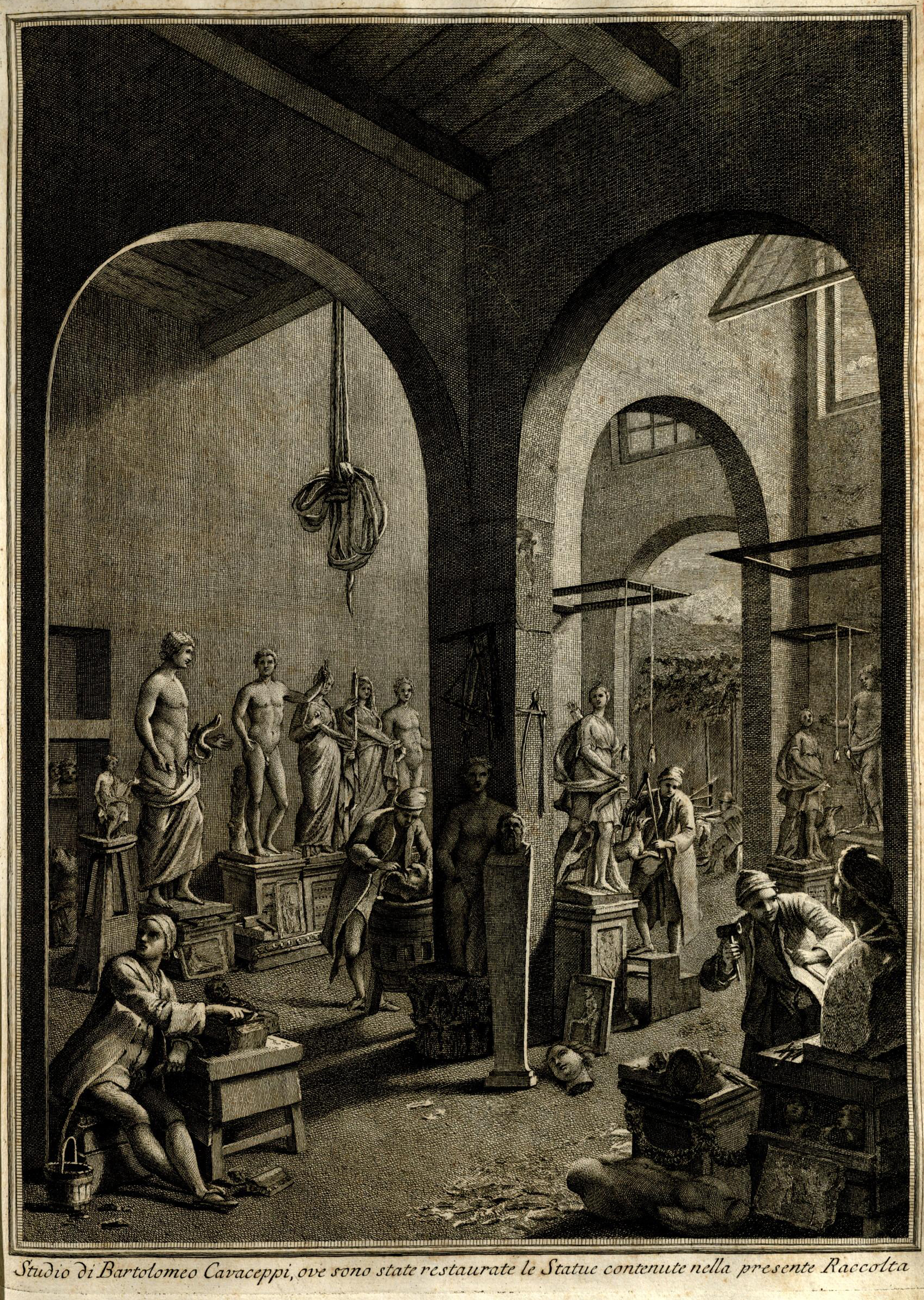
Иллюстрация книги Бартоломео Кавачеппи 1768 года

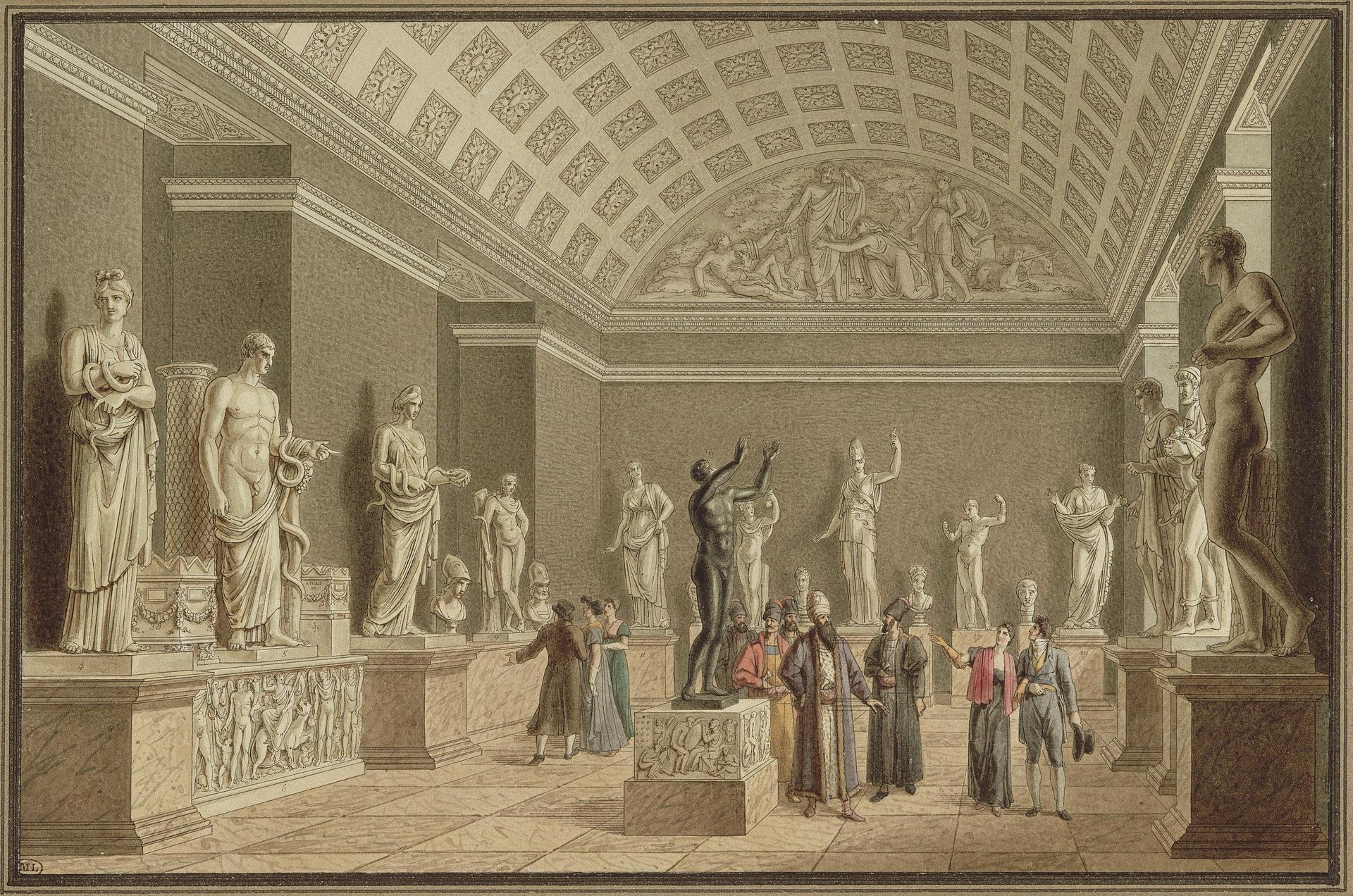
Зал Дианы в Лувре. 1807 г. Бенджамин Зикс

После трагической гибели в 130 году н. э. своего фаворита и возлюбленного Антиноя римский император Адриан обожествил его. До самой смерти правителя в 138 году н. э. по всей стране создавались многочисленные скульптуры юноши. Часто это были портреты в образе какого-либо бога. Скульптура создана неизвестным автором. Она была вырезана в 130-140-хгодах н. э..
Данных о месте нахождения скульптуры нет. В настоящий момент считается, что она состоит из головы и туловища двух ранее разных античных статуй. На иллюстрации книги «Собрание античных статуй... реставрированных Бартоломео Кавачеппи», изданной в 1768 году, можно увидеть уже целую скульптуру. Возможно голову и туловище соединил в единое целое именно этот римский антиквар.
В 1760-е годы Бартоломео Кавачеппи при посредничестве Джованни Людовико Бранкони продал статую Антиноя королю Пруссии Фридриху Великому. Для немецкого правителя фигура греческого юноши имела особое значение, поскольку сам он был гомосексуалом. Скульптура Антиноя-Агатодемона была размещена в резиденции Фридриха Сан-Суси около Нового дворца. Вместе с античной статуей Асклепия она стояла по бокам аллеи, ведущей в парк. Помимо неё в Сан-Суси при Фридрихе Великом находилось ещё четыре античных и одна современная скульптуры Антиноя. В 1806 году после поражения немецкой армии Наполеон вывез статую Антиноя-Агатодемона вместе с другими произведениями искусства в Париж. Там она была выставлена в Зале Дианы императорского музея. После Венского конгресса в 1815 году скульптура вернулась в Берлин. В 1825-1826 годах статуя была отреставрирована скульптором Кристианом Даниэлем Раухом. В 1830 году она была выставлена в Северном зале недавно открывшегося берлинского Старого музея. В середине XIX века на старом месте около Нового дворца в Сан-Суси была размещена копия, выполненная тем же скульптором-реставратором. В ходе обследования в 1926 году выяснилось, что голова и тело Антиноя-Агатодемона принадлежали ранее разным античным статуям.
Во время Второй мировой войны в 1939 году древнеримская скульптура была убрана в безопасное место в целях сохранности. После поражения Германии в 1945 году советские войска вывезли скульптуру Антиноя-Агатодемона в СССР. Она была размещена в Ленинграде. В 1958 году СССР вернул скульптуру ГДР. Статуя Антиноя была передана в ведение Старого музея. Только после реставрации 2003-2004 годов её снова выставили на всеобщее обозрение в четвёртом зале верхнего этажа. Статуя Антиноя является одной из старейших скульптур античной коллекции Берлина.

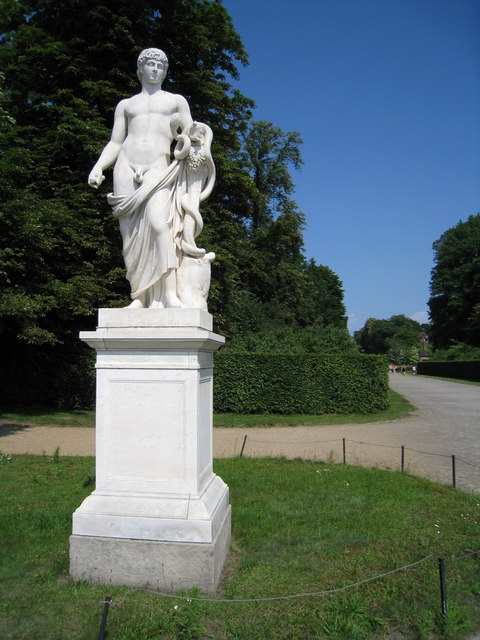
Копия в Сан-Суси
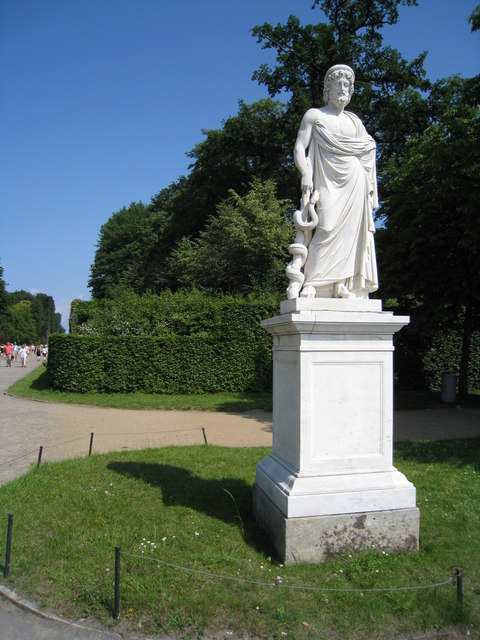
Асклепий в Сан-Суси
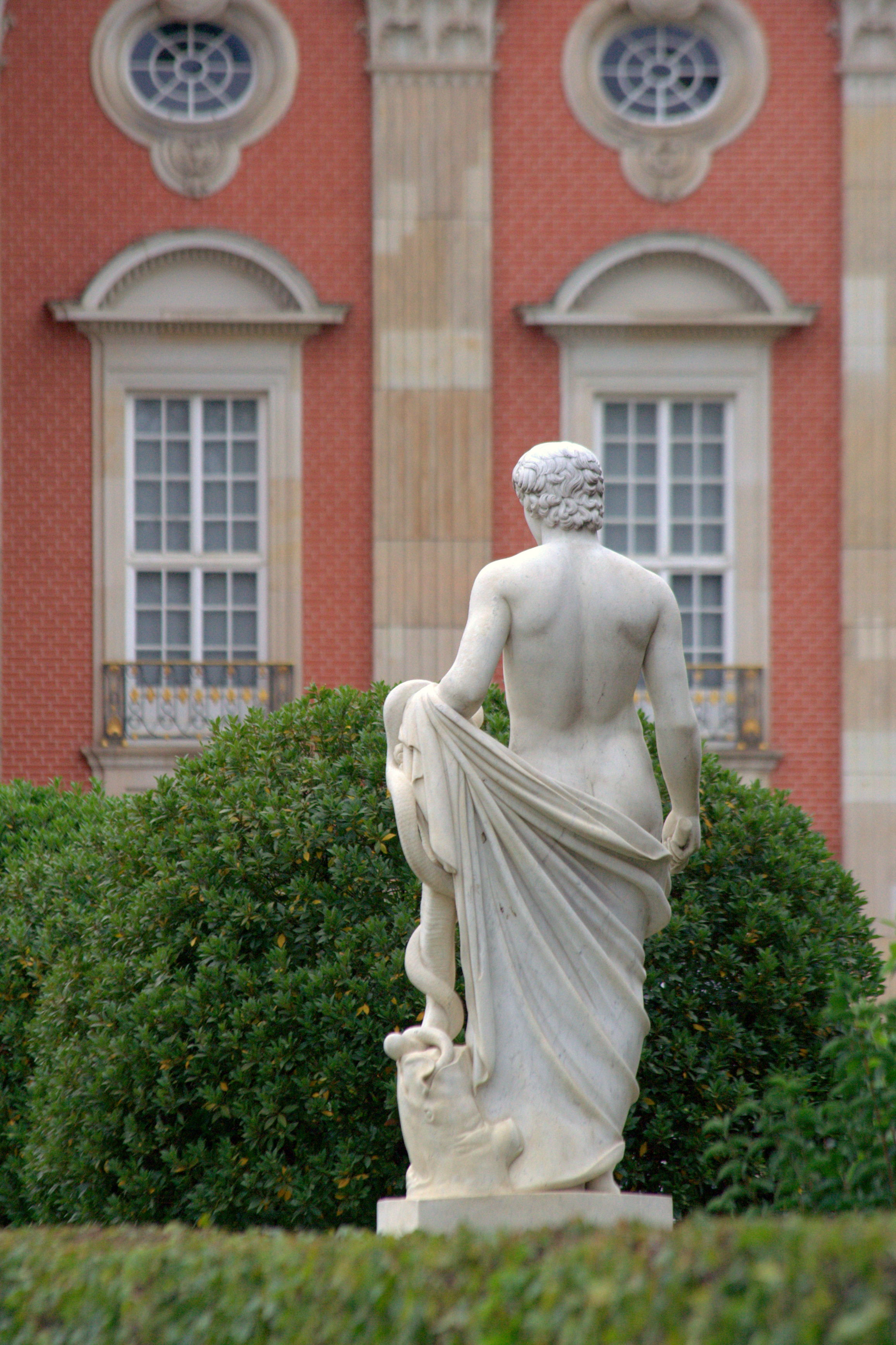
Вид копии сзади
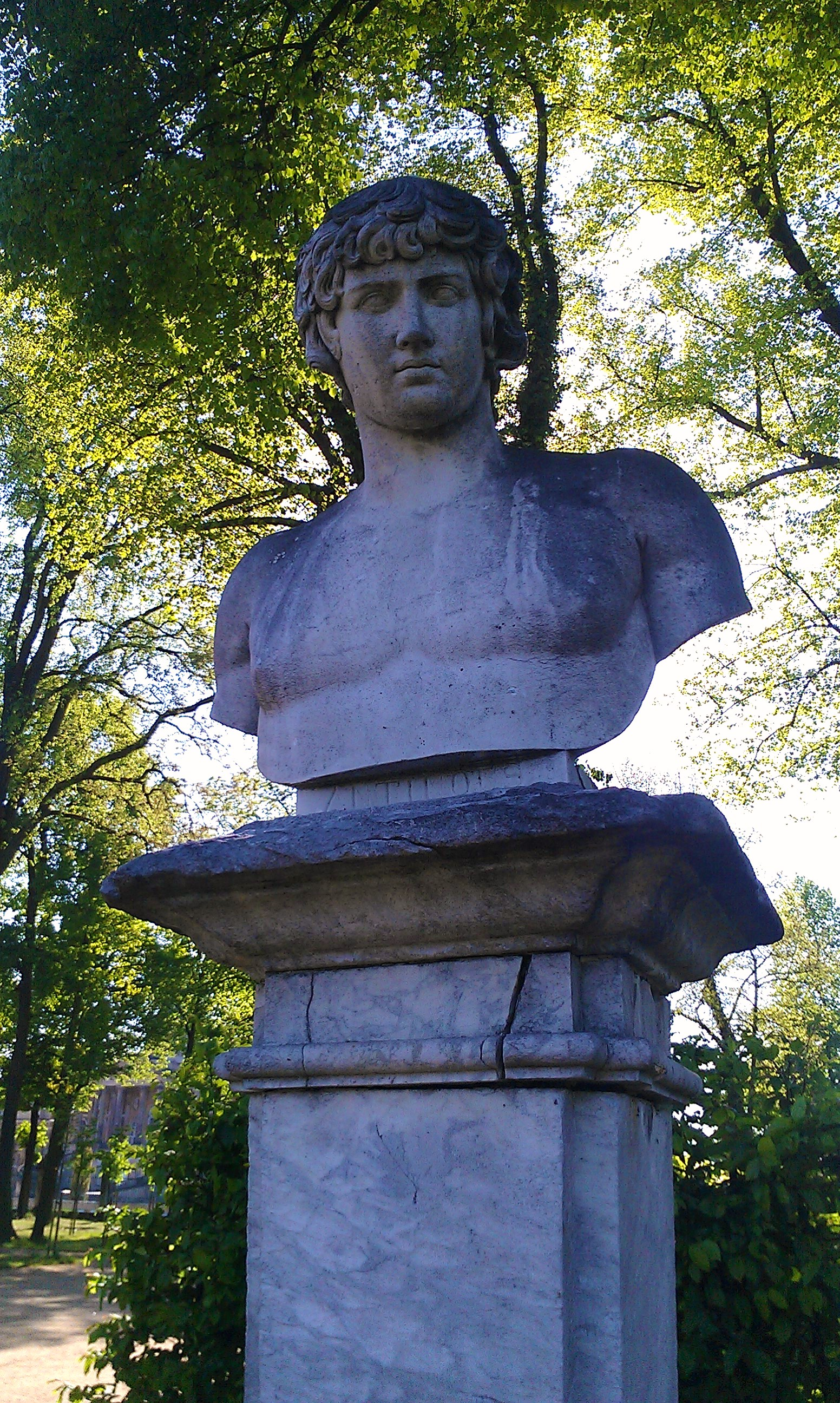
Бюст Антиноя. Копия с античного. Сан-Суси
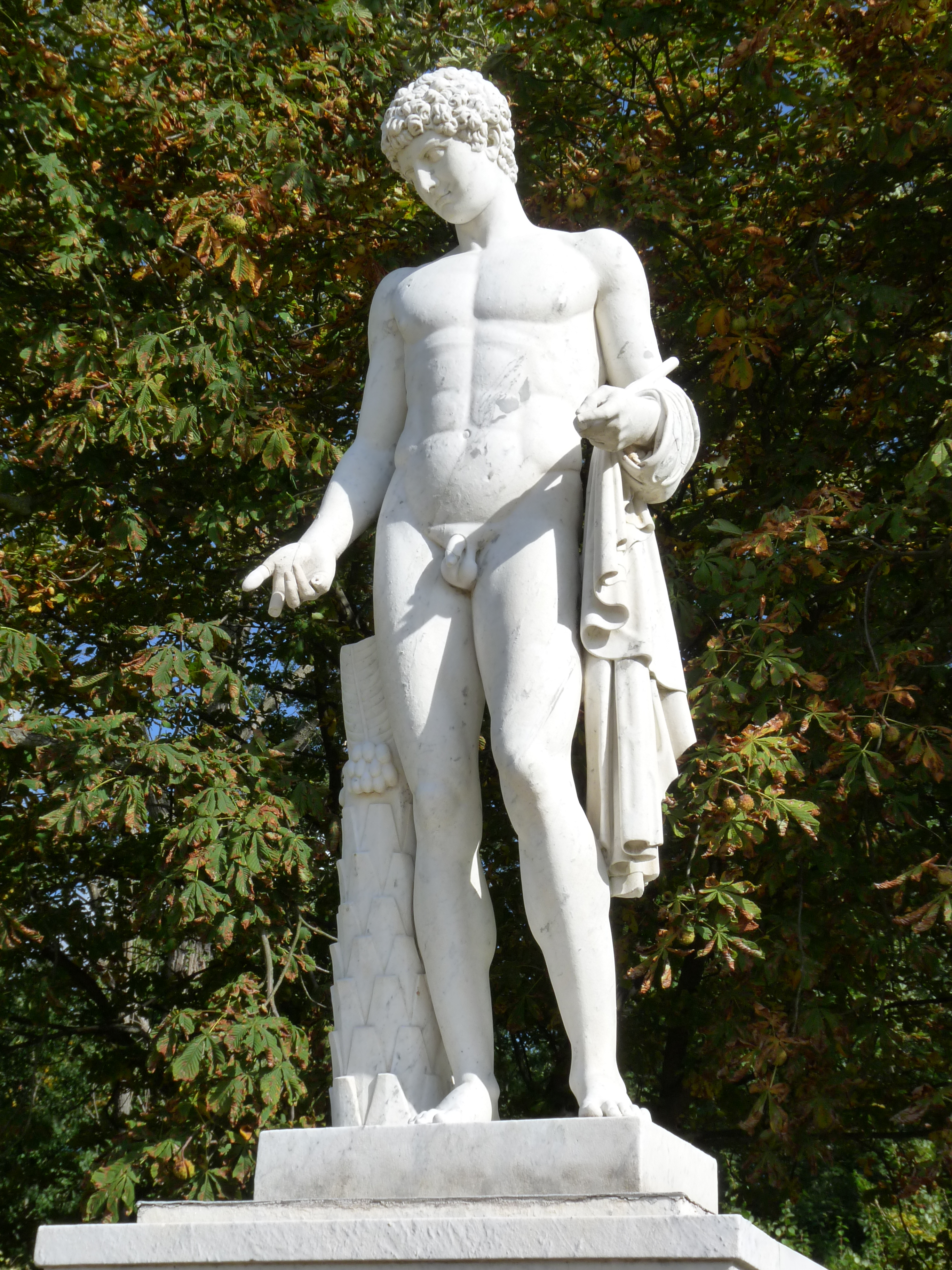
«Антиной-Аполлон». Копия с античного. Сан-Суси
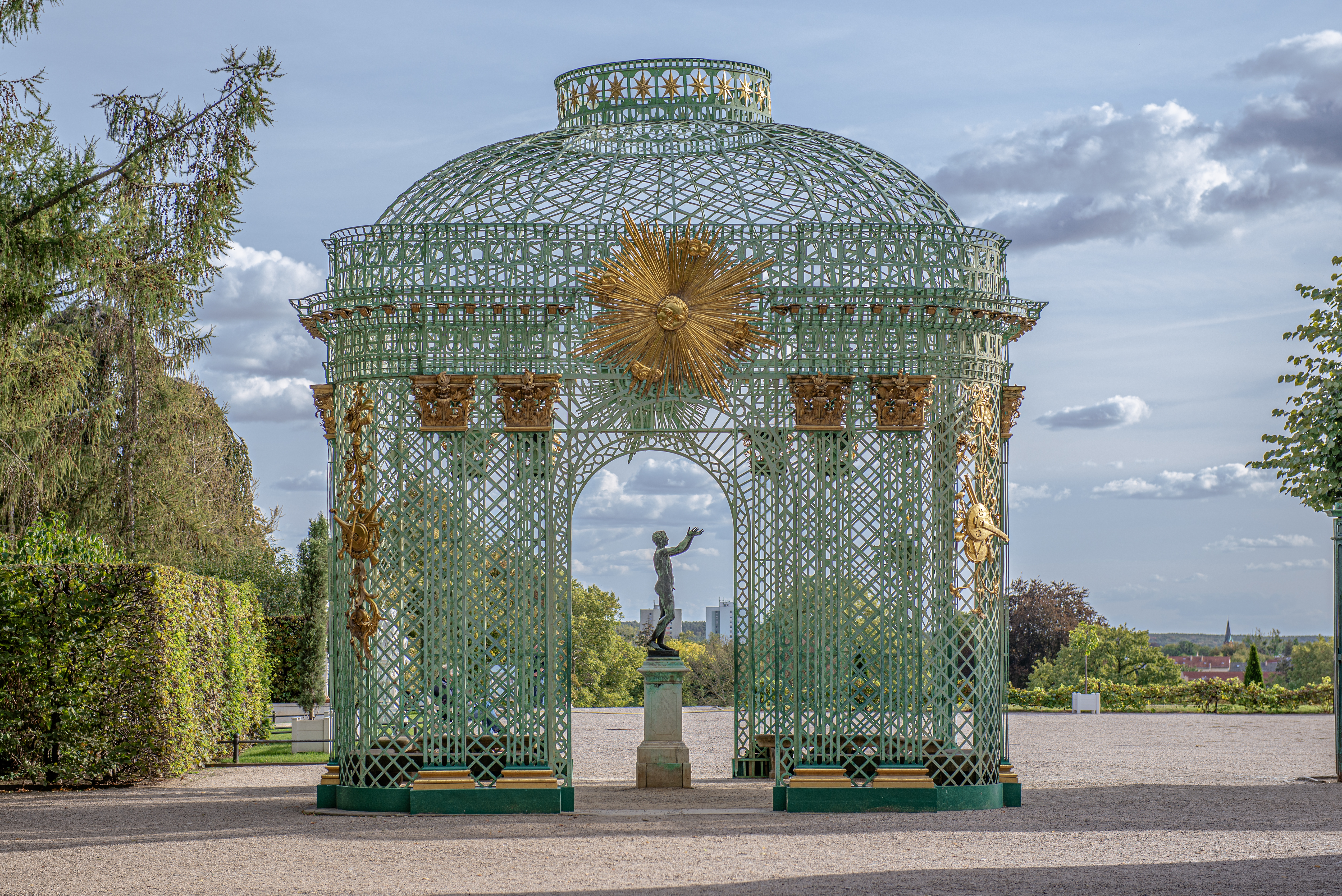
Беседка Антиноя в Сан-Суси
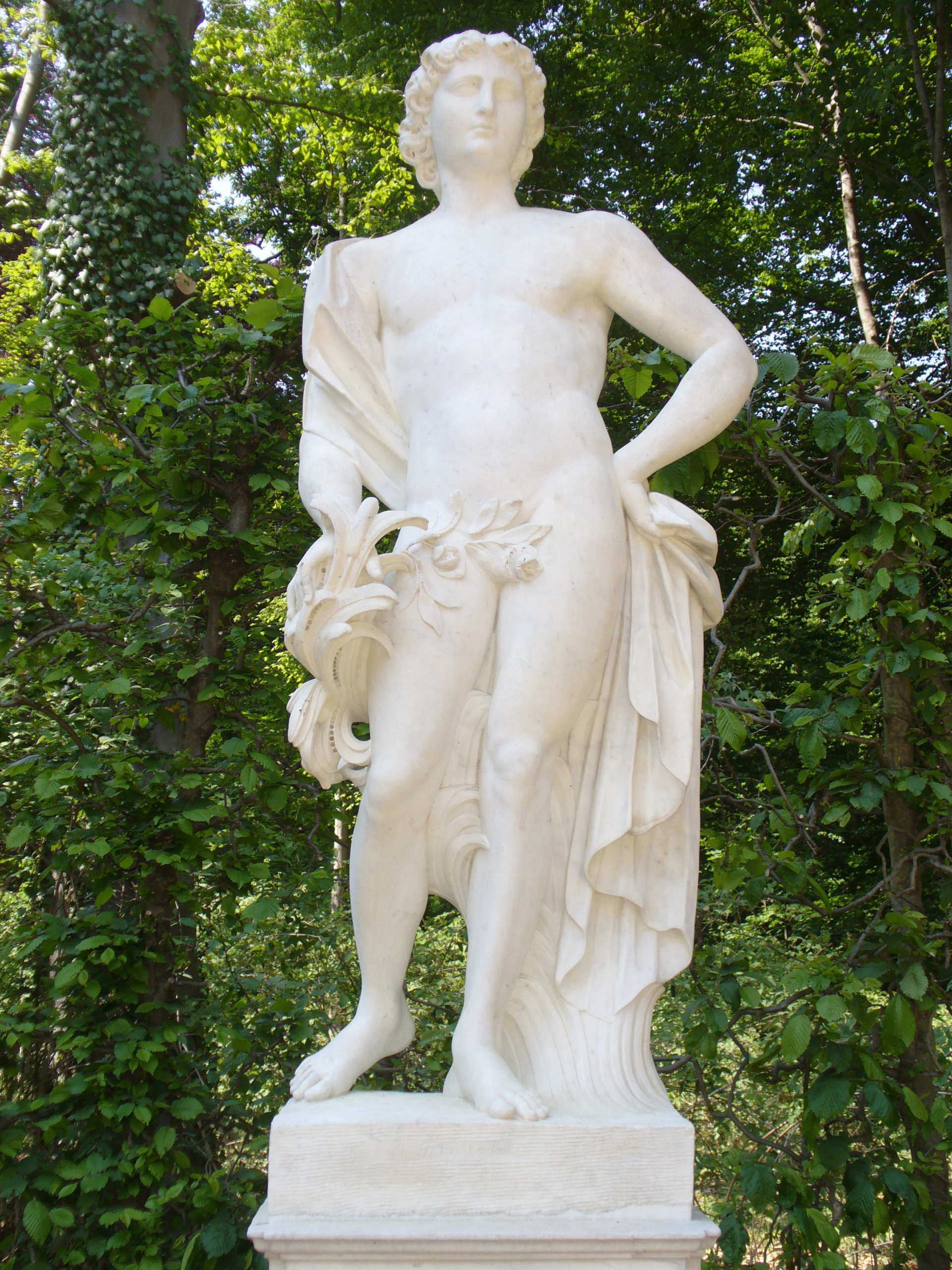
Антиной. XVIII век. Асмус Фрауэн. Сан-Суси

## Идентификация
Голова статуи представляет собой портрет Антиноя. Она помещена на туловище другой статуи, изображающей, вероятно, какое-то божество, что довольно близко по духу к древней практике, в которой часто встречается сочетание портрета с божественным образом. В античные времена змея являлась символом Асклепия (Эскулапа). Рог изобилия как атрибут говорит в пользу изображения Гения или дарующего благословление бога Агатодемона. Такой интерпретации придерживались в XIX веке. Исследователи предполагали, что в утраченной левой руке статуя могла держать жертвенную чашу. Современные искусствоведы считают тело изображением бога вина Диониса. В пользу этого предположения говорит наличие рога изобилия, винограда, мотива опоры и нагота. Однако для Диониса характерны длинные волосы, ниспадающие на плечи, которых у скульптуры нет.
Когда была нанесена надпись на левое плечо учёным не ясно. Слово «lascivi» в переводе с латинского обозначает «игривый», «несдержанный», «распущенный», «развратный». Такие римские авторы как Вергилий, Овидий и Тацит использовали его с явно негативной коннотацией. Судя по грамматике, надпись можно перевести как: «будь необузданным», «я был необуздан», «необузданный» или «необузданные». Значение надписи не вполне ясно, однако исследователи считают его критическим выражением.